# 埃里克·佩韦尔纳吉
埃里克·佩韦尔纳吉（Erik Pevernagie；1939年—）是一位比利时画家，曾在巴黎、纽约、柏林、杜塞尔多夫、阿姆斯特丹、伦敦、布鲁塞尔和安特卫普举办画展。

## 生平
作为表现主义画家路易·佩韦尔纳吉（1904年-1970年）的儿子和学生，埃里克·佩韦尔纳吉从小在融汇了拉丁文化和日耳曼文化的布鲁塞尔长大。他从小就对盎格鲁-撒克逊及日耳曼文化遗产感兴趣，后于1961年获得布鲁塞尔自由大学日耳曼语言文学硕士学位。他周游世界，获得了英国剑桥大学的研究生学位，并成为鹿特丹伊拉斯姆斯大学教授。出于对交流与国际关系的喜爱，他于1973年成立了一家社交文化俱乐部——“娱乐(康乐)国际中心 ”或简称为“里克”。为此，他还在布鲁塞尔港买下两条船：里克艺术船和里克河船。这也让他有机会见到许多有意思的人物，比如克劳德·勒鲁什、阿托姆·埃戈扬、罗伊·利希滕斯坦、雨果·克劳斯等。他也是韦尔巴诺文学、艺术、科学国际研究院（Accademia Internazionale del Verbano di Lettere, Arti, Scienze）的会员兼助理院士。

## 作品

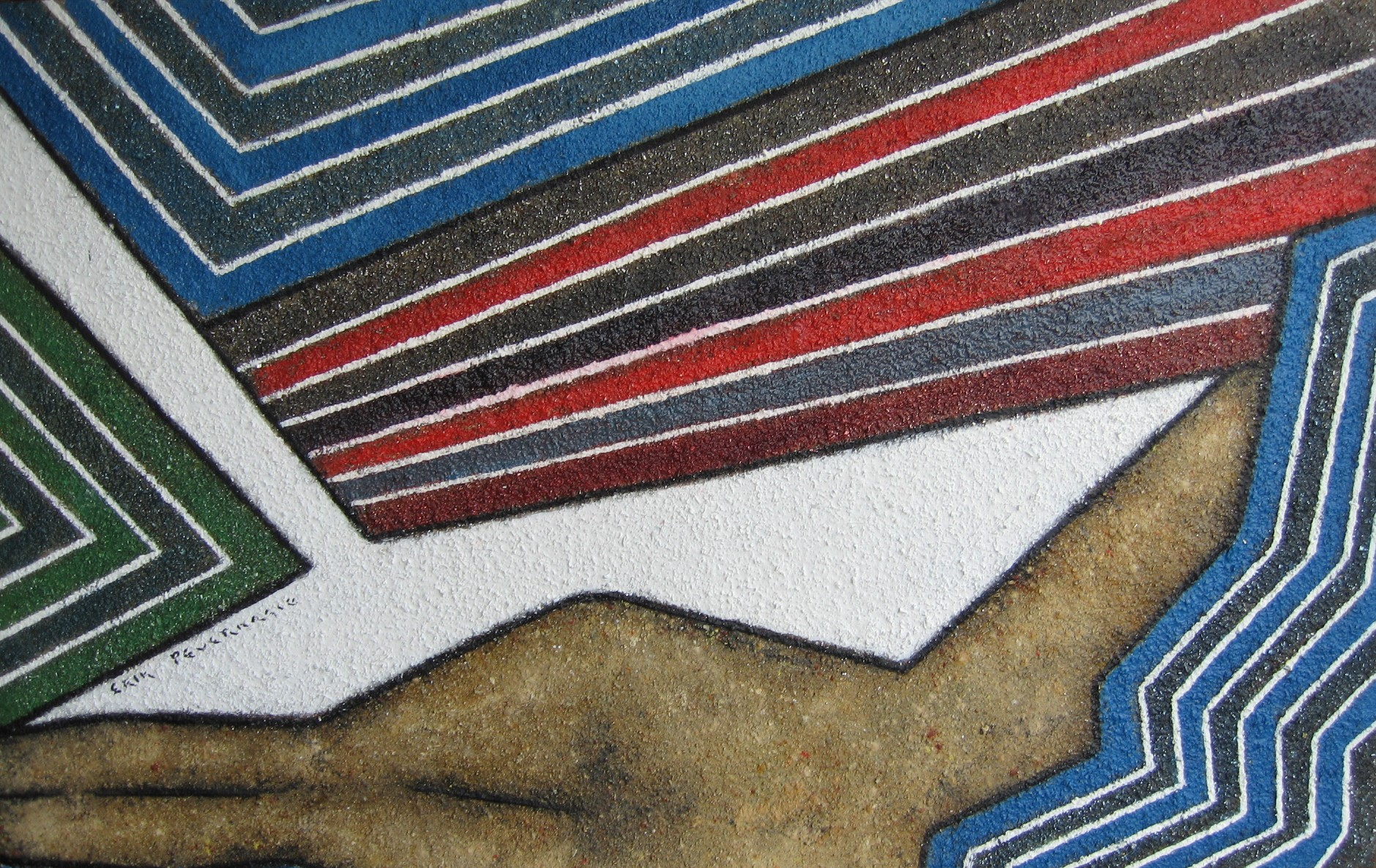
埃里克·佩弗纳吉的《未知领域》（Terra incognita，90 x 120），布面油画和金属

埃里克·佩韦尔纳吉的作品既富于艺术表现力又充满文学色彩。文字、标题、语句、涂鸦延伸并阐述了画面的视觉效果。艺术家从社会体系的多个方面汲取灵感。他的作品常常以交流与自我交流作为中心主题。诸如孤立、隔离、动荡、不安等主题也经常成为其美术作品的出发点。埃里克·佩韦尔纳吉认为绘画也是一种符号学体验。
「生活中的“细节”与凡尘包围着我们、交织成为体系，而我们也正是通过它们来理解这个世界」这就是埃里克·佩韦尔纳吉的创作基石。集体记忆中的重复性事件在绘画中被再次诠释。而将主題藏于单调的环境则是其艺术表现手法之一。
他的作品实际上很难分类，因为各个流派都可在其中显见一斑。几何线条与空间平面将人物与环境融为一体。具象主义与抽象主义彼此相得益彰，爆发出大量的感情和思考。
绘画材料的选择和颜色的处理也发挥了至关重要的作用。在画料中使用沙粒和金属为其画作带来了特殊的质感，同时也表现了画家在这方面的过人之处。在其辩证表现手法中，最具代表性的则是“现”和“隐”，这也增加了他期望在视觉和精神上营造的紧张感。在他看来，“画里”和“画外”的事物应得到同等对待。

## 摘录

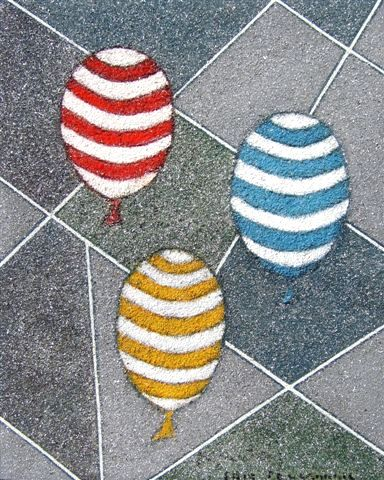
《最终失去重力的东西》（Les choses avaient enfin perdu leur pesanteur）

“埃里克·佩韦尔纳吉主要以其作品中的具象主义和抽象主义元素的结合而闻名。他首先以简单的几何素描或‘涂鸦’构造画面，然后再用诸如灰、沙或金属碎屑等材质构造表面。”（纽约多伊尔拍卖行）
“人”是其作品的核心：人与其自然环境相结合，有时甚至被环境所吞噬。而另一方面，佩韦尔纳吉本人似乎又在否认这个核心，因为他也在画作中引入了涂鸦这个元素。这种手法突出了人类的孤独及其在城市中的孤立。”（巴黎《贝内齐艺术家字典》）
在代沟、不同社会阶层以及不同民族间构架桥梁不是一件易事。但埃里克·佩韦尔纳吉似乎找到了一个消除隔阂的可行之道。”（《国际先驱论坛报》）
“这位艺术家从不让主角在画作中直接现身，而仅仅是留下了一些服装的迹象，从而为我们提供了充分想象的空间。其画作中的平凡人形象决定重新开始，摆脱了所有已获得的所谓特性。”（佳士得，纽约，目录）
“他的画作所传达的讯息犹如照亮人生迷雾的一道光柱，唤起了我们对片断的注意，帮助我们探索宇宙的奥秘。细节是认知的出发点，能够加深我们的理解与感悟。佩韦尔纳吉为我们提供了拼图中的第一块碎片。他将揭示永恒的密码定格在这一瞬间。他对‘本质’这个问题的哲学理解则体现在技术层面上：透视的平化、几何形状、狭窄的彩色范围、诸如沙和金属碎片等材质元素的使用……这些无不让人想起埃及艺术——一种基于图形和符号语言的艺术，从而激励我们探索并解释那些不解之谜。”（R·普维亚，伦敦）
“这位比利时艺术家在其作品的人物或建筑空间中添加了几何色彩表面。此外，他还在画布上使用诸如沙和金属碎屑等材料。这为他的画作赋予了特殊的表面质感，通过光线反射，仿佛让分离的个体融会在了一个精致协调的色彩空间中。（凯特勒，德国汉堡）
“他的每幅画作中的人物形象都被缩略成一个相同的形状。以浅谈的颜色描绘的身体融入画布，为配饰留下了足够的具象表达的空间。在埃里克·佩韦尔纳吉的画作中，材料是最为至上的元素，将画家期望传达的讯息表达得淋漓尽致。金属、铝、沙。粗糙的画布与纤长的消失线以及尖锐的拐角搭配得天衣无缝。”（M·拉达韦兹）
“作为当代艺术家的典范，他在作品中结合了抽象和具象元素。他从一个想法着手，并以极富表现力的手法对其进行诠释。这样，他描绘出一个混乱不安的世界并提出问题，让观众自行解读。”（保罗·皮龙，布鲁塞尔）
“以富有诗意和禅理的手法将具象和抽象相结合。重要的是取景、交叉以及表面的平衡。引入能够赋予画作一种奇妙感和粗野感的无关物质（灰、沙、砂石），仿佛留下了过去的痕迹。”（阿尔托）
“埃里克·佩韦尔纳吉始终在倾听着周围的世界，并在其画作中将人类摆在了主导性的位置上。在他所创造的常常通过涂鸦所体现的环境中，个人被其周围的元素所取代、吸收、溶解。微妙的色调、半抽象半具象的形状与特定的框架糅合在一起，共同作用，分解了那个原本浮于表面的人。佩韦尔纳吉让我们跨过表象的界限，探索人物背后的秘密。这些人物仿佛处于永远的紧张之中，似乎在等待某人，似乎在等待另一段人生。”（《LeVif/l'Express》）
“佩韦尔纳吉始终从集体记忆事件着手，以独有的方式诠释一个极度不安的世界。他在画布上使用土、沙、金属碎屑等元素，以半具象半抽象的方式表现出米色、灰色、紫红等柔和的色调。他从简单的涂鸦开始，勾勒出日常生活中的一个人物或一个特写。这些往往被掩饰在整个画布表面上那结构良好的抽象几何线条网络中，从而激发出一种情感。标题则似乎是点睛之笔。无论第一视角也好，第二视角也罢，感知即是诠释。该作品中最令人惊奇的是它带给生活的讯息。艺术家提出问题。佩韦尔纳吉从新的角度看待生活，而绘画则是其表达手段。画笔是逃避的方式，而颜色则是通往思考的大门。”（雷伊-贝尔托）
“埃里克·佩韦尔纳吉笔下的人物被颜色、线条和‘想法’吸收并融会到环境中，而‘想法’则是他作品中最为重要的元素。他从一个想法着眼并对其进行描绘。通过他，我们能够发现那些他一直忙于解答的问题，而这些问题往往也萦绕在我们心头，而他则用图画表现了这一点。他画出了孤立、孤独、动荡和易变。埃里克·佩韦尔纳吉笔下展现了一代人的生活。我们的世界已经分解成了无数碎片，变得易变而不可捉摸。但是我们最后仍然可以求助于艺术和诗歌。埃里克·佩韦尔纳吉的作品令人毛骨悚然。有了他，我们就进入了一个与可认知可理解的现实截然不同的宇宙。这是一个可以解读的宇宙。他通过艺术不断提出问题。他对人类和世界有一种看法。这位艺术家通过他的主题及其绘画方式描绘着世界和人类。他使我们看待世界的方式发生了巨大变化。”（W·图博斯）
“对我来说，与其说是画家的观点，还不如说是形状让我感到震惊。显然，这位画家是从每日的琐碎小事入手。形状和结构彼此组合在一起，营造出了一种动荡的感觉。画布几乎是一片空白。没有任何累赘的细节。没有任何技术技巧。我认为这才是‘细节’，生活中环绕着我们的琐碎小事才是构成世界的基础，我们通过这些琐碎小事认知世界，而它们又激发并鼓励我们进行思考。这些琐碎小事填充了许多人的心灵世界。”（L·克拉斯诺娃）